# Il mistero del falco
Il mistero del falco (The Maltese Falcon) è un film del 1941 diretto da John Huston e interpretato da Humphrey Bogart. È tratto da Il falcone maltese, romanzo hardboiled scritto da Dashiell Hammett nel 1929.

## Trama

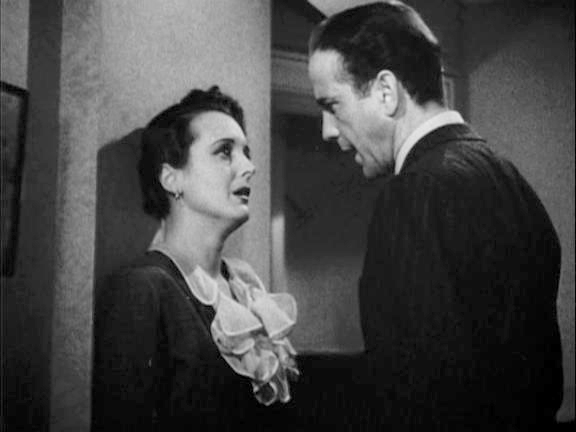
Humphrey Bogart e Mary Astor in una scena del trailer

Nel 1539 i crociati dell'Ordine dei Cavalieri Ospitalieri persuasero l'Imperatore Carlo V di Spagna a concedere loro l'isola di Malta. L'Imperatore la cedette a patto che ogni anno gli venisse fatto tributo di un falcone come riconoscimento che Malta fosse ancora spagnola. Dato che l'Ordine era molto ricco, i cavalieri, in segno di gratitudine, il primo anno gli inviarono un falcone d'oro con incastonate le più belle pietre preziose del loro tesoro. La nave che lo trasportava non giunse mai a destinazione perché fu saccheggiata dai pirati turchi. Da allora il falcone passò di mano in mano attraverso vari collezionisti e antiquari senza che essi ne conoscessero il vero valore.
San Francisco, prima metà del XX secolo. Miss Ruth Wonderly si reca nell'ufficio degli investigatori privati Sam Spade e Miles Archer: sta cercando sua sorella scomparsa e riferisce che probabilmente si trova assieme a un certo Floyd Thursby, con il quale aveva una relazione. Archer, dopo aver ricevuto un sostanzioso anticipo, si offre di cercare Thursby quella stessa sera e di riportare a casa la sorella.
Dopo poche ore, Spade scopre che Archer è stato ucciso. Sulla scena dell'assassinio Spade incontra il suo amico detective Tom Polhaus e gli racconta dell'affare Thursby, ma rifiuta di divulgare qualsiasi altra informazione. Successivamente cerca al telefono miss Wonderly, ma dall'hotel dove alloggiava riferiscono che è partita senza lasciare un nuovo recapito. Tornando al suo appartamento, Spade incontra nuovamente Polhaus che lo avverte che anche Thursby è morto.
Il mattino seguente miss Wonderly gli dichiara di chiamarsi in realtà Brigid O'Shaughnessy e gli spiega che Thursby era in realtà il suo amante e Archer potrebbe essere stato ucciso da lui, ma non ha idea di chi abbia potuto uccidere Thursby. Spade accetta l'incarico di indagare su entrambi gli omicidi.
Spade incontra anche Joel Cairo, che dapprima gli offre 5000 dollari per cercare una statuetta nera di uccello, poi lo minaccia con una pistola, ma Spade lo disarma con un pugno e intuisce che l'uomo sia collegato a Brigid. La stessa sera Sam fa incontrare quest'ultima con Cairo e ha la conferma che i due si conoscono davvero. Cairo, peraltro, entra in un visibile stato di agitazione quando la donna gli rivela che "il grassone" è a San Francisco.
Il mattino dopo Spade, nell'hotel di Cairo, fa conoscenza con "il grassone", il collezionista miliardario Kasper Gutman, e viene a sapere che il Falcone Maltese era finito nelle mani di un generale russo a Istanbul. Gutman era ricorso a una cifra importante per cederlo ma, poiché il generale si era rifiutato, aveva mandato dei suoi "incaricati" a rubarlo; questi però l'avevano tradito. Gutman propone inizialmente a Spade un premio di 25.000 dollari per trovare la statuetta, più una percentuale sulla vendita, ma il detective si sente vacillare e viene meno: il suo bicchiere era stato drogato.
Quando rinviene, Spade nota un quotidiano su cui è cerchiato l'orario di arrivo dell'imbarcazione "La Paloma". Corre al molo, ma l'imbarcazione è in fiamme. Poco dopo, nel suo ufficio si precipita un uomo che tiene stretto a sé un pacchetto avvolto in un giornale. Il poveretto, gravemente ferito, collassa e muore. Dal contenuto dell'oggetto recapitatogli, Spade capisce che si tratta del capitano Jacobi, comandante de "La Paloma", e di avere tra le mani il famoso Falcone.
Spade va a nascondere il pacchetto in un deposito bagagli e, al suo ritorno, trova ad aspettarlo Brigid con Gutman e Cairo, ormai ridottisi a collaborare. "La Paloma" era stata accidentalmente data alle fiamme dai due uomini, che poi avevano inseguito Jacobi sparandogli ma non riuscendo a fermarlo; questi si era diretto da Spade su suggerimento di Brigid, che era in combutta col capitano per portare la statuetta da Istanbul a San Francisco ma non era riuscita a tenere nascosto il suo piano all'astuto Cairo. Spade si fa portare il pacchetto dalla segretaria e, quando l'apre, si scopre che il contenuto è un falso.
Gutman e Cairo si propongono di tornare assieme a Istanbul per una nuova ricerca e tentano, inutilmente, di assoldare Spade. Dopo che questi sono andati via, il detective chiama la polizia e la informa dell'accaduto cosicché possa arrestare i due uomini. Poi si confronta con Brigid, dicendole che sa che lei ha ucciso Archer per incolpare Thursby e poterlo togliere di mezzo. Un agente arriva, porta via Brigid e chiede di cosa sia fatta la statuetta. Spade risponde: «È fatta della materia di cui sono fatti i sogni».

## Produzione

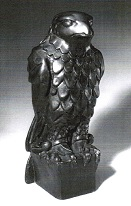
La statuetta del falcone, opera di Fred Sexton

Il romanzo di Hammett The Maltese Falcon era apparso per la prima volta nel 1930 in cinque puntate sulla rivista Black Mask e successivamente in volume presso la casa editrice Knopf. A pochi mesi dall'uscita in volume dell'opera era già stato portato sullo schermo nel 1931, con il titolo The Maltese Falcon, per la regia di Roy Del Ruth. Nel 1936 ne venne realizzata una seconda versione, Satan Met a Lady, con Bette Davis. Entrambi i film furono prodotti dalla Warner Bros.
Il mistero del falco è la prima regia di John Huston, che aveva comunque già lavorato per la Warner come sceneggiatore per Il sergente York e Figlia del vento. La sceneggiatura di The Maltese Falcon che Huston presentò piacque così tanto a Jack Warner che questi decise di affidargli anche la regia, ponendogli comunque un limite di sei settimane di lavorazione e un budget di 300 000 dollari.
Il trentacinquenne regista preferì pertanto realizzare tutto in interni, il che conferì alla pellicola un tono claustrofobico e angoscioso, accentuato dall'uso di set completi di soffitto (come in Quarto potere di Orson Welles), dai toni cupi del bianco/nero di Arthur Edeson e dall'uso innovativo della tecnica di ripresa del Dutch angle.
Il ruolo di Sam Spade fu affidato a Bogart per ripiego. La star della Warner all'epoca era George Raft, che aveva la prelazione su tutti i copioni che pervenivano alla casa cinematografica. Raft preferì rifiutare perché non si fidava di un regista esordiente. Brigid doveva essere Geraldine Fitzgerald, che era impegnata in un'altra produzione. Huston fu molto grato a Bogart per aver accettato il ruolo, e il film aiutò a consolidare la loro amicizia e gettò le basi per le future collaborazioni tra i due. La convincente interpretazione di Bogart divenne l'archetipo della figura dell'investigatore privato nei film noir, e consolidò la sua fama d'attore. Ingrid Bergman guardò diverse volte Il mistero del falco mentre si stava preparando per la sua parte in Casablanca, così da imparare come interagire e recitare al meglio con Bogart.
Il personaggio del sinistro "grassone" Kasper Gutman è basato su Maundy Gregory, un investigatore inglese in sovrappeso coinvolto in molti casi dell'epoca. Il personaggio di Joel Cairo si basa su un criminale arrestato da Hammett a Pasco, Washington, negli anni venti. Gli attori che interpretarono questi ruoli, Sydney Greenstreet e Peter Lorre, furono scelti direttamente da Huston. Greenstreet, in particolare, era un attore di teatro e non aveva mai lavorato davanti alla macchina da presa. Nonostante il panico, il sessantunenne debuttante se la cavò benissimo, tanto da meritare una candidatura al Premio Oscar. Altra scelta del regista fu il brevissimo, ma significativo ruolo del capitano Jacobi che, prima di morire, consegna a Spade l'involto con il falso falcone. L'attore era Walter Huston, padre del regista e celebre interprete teatrale. Proprio in un altro film diretto da suo figlio, con Humphrey Bogart protagonista, Huston vinse l'Oscar al miglior attore non protagonista, l'unico della sua carriera, per Il tesoro della Sierra Madre (1948).
La statuetta del falco usata nel film - in realtà realizzata in due copie dall'artista Fred Sexton, è stata oggetto negli anni di enorme interesse per collezionisti appassionati, sino ad arrivare all'asta dove una delle due è stata battuta per diverse migliaia di dollari.

## Distribuzione
Il film ebbe la sua prima a New York il 3 ottobre 1941. Secondo quanto riferito dalla Warner Bros., la pellicola incassò 967,000 dollari negli Stati Uniti e altri 805,000 dollari all'estero.

### Edizione italiana
La prima edizione italiana del film, realizzata direttamente negli Stati Uniti avvalendosi di un gruppo di attori oriundi o immigrati italiani, è caratterizzata dal cambiamento dei nomi di alcuni personaggi: quello di Brigid O'Shaughnessy diventa Brigida, quello di Iva Archer diventa Ada e quello di Joel Cairo diventa Joe. Il film fu poi ridoppiato per la trasmissione su Raitre il 30 gennaio 1985, all'interno della rassegna Lo specchio scuro. Crimine, amore e morte nel cinema "nero" americano. Eseguito dallo Studio Dall'Angelo sotto la direzione di Renato Cortesi, il ridoppiaggio ripristina i nomi originali ma fu eseguito senza la colonna internazionale, sostituendo o rimuovendo musica ed effetti sonori presenti durante i dialoghi.

## Riconoscimenti
- 1942 - Premio Oscar
  - Candidatura Miglior film alla Warner Bros.
  - Candidatura Miglior attore non protagonista a Sydney Greenstreet
  - Candidatura Migliore sceneggiatura non originale a John Huston

Nel 1989 è stato scelto per la conservazione nel National Film Registry della Biblioteca del Congresso degli Stati Uniti.
Nel 1998 l'American Film Institute l'ha inserito al ventitreesimo posto della classifica dei migliori cento film statunitensi di tutti i tempi, mentre dieci anni dopo, nella lista aggiornata, è sceso al trentunesimo posto.
La più celebre battuta del film («La materia di cui sono fatti i sogni», '"The stuff that dreams are made of" in lingua originale), derivata da La tempesta di William Shakespeare, è stata inserita nel 2005 nella lista delle cento migliori citazioni cinematografiche di tutti i tempi stilata dall'American Film Institute, nella quale figura al 14º posto.